# Donaugraben
Der Donaugraben ist ein nördlicher Nebenfluss der Donau in Österreich. Er ist 18 km lang, sein Gefälle auf 1000 m beträgt bloß 0,54 m. Seine mittlere Geschwindigkeit beträgt ca. 0,33 m/s.

## Geografie
Der Donaugraben entsteht durch den Zusammenfluss von Mühlbach und Hagelgraben. Alternativ ist der Mühlbach der Name des Oberlaufs des Donaugrabens. Die Quelle des Mühlbaches liegt im Karnabrunner Wald nördlich von Obergänserndorf und der Hagelgraben entspringt östlich von Mollmannsdorf. Von Rückersdorf an durchfließt der Donaugraben die Gemeinden Harmannsdorf, Stetten, Korneuburg, Bisamberg und Langenzersdorf. In Langenzersdorf erfolgt seine Einmündung in die Donau.

## Geschichte
Die vielen kolossalen Bodenschwankungen im Pliozän brachten die Entstehung des Pontischen Sees und des Donaustromes, der aber damals viel gewaltigere Wassermassen als heute führte und seine Hauptlast von Krems nordöstlich nach Eggenburg richtete. Ein Arm dieser Urdonau erzwang sich den Eintritt in das Korneuburger Becken. Ein anderer Arm ergoss sich von Karnabrunn und Großrußbach in dieses Becken hinunter. Dieses vereinigte Stromwasser floss über die Höhen des Bisamberg und mündete in das Wiener Becken. Diese gewaltige Donau brach dann zwischen Bisamberg und Kahlenberg durch und bekam dadurch einen noch bequemeren Weg in das Wiener Becken und in den Pontischen See. Sie wurde nun zur Hauptwasserader, während die seitlichen Mündungen allmählich verschwanden. Diese Arme sind noch im Rußbach, Waidenbach und der Zaya erhalten. Das geschah in der Zeit vor 7 bis 1 Million Jahren. Siehe auch Erdgeschichte Niederösterreichs.
Der Donaugraben ist der kleine Überrest des von Karnabrunn her geflossenen Donauarmes, der letzte Zeuge eines großen Altwassers.
Im Jahre 1832 wurde der Donaugraben als Kommunaleigentum aller im Inundationsgebiet liegenden Gemeinden erklärt und von den politischen Behörden administriert und die Erhaltungskosten von den Gemeinden eingefordert.

Region Korneuburg mit Verlauf des alten Donaugrabens, um 1873

Im Jahr 1858 wurde der Verlauf des Donaugrabens ab dem Tresdorfer Becken bis zur Donau geändert. Der neue Verlauf wurde nicht mehr westlich um den Teiritzberg angelegt, sondern wurde östlich vom Teiritzberg in südlicher Richtung mit einem Bogen gegen Stetten hin ganz neu ausgehoben.
Seit 1873 besteht der heute als Donaugraben-Wasserverband bekannte Verband der Gemeinden Harmannsdorf, Leobendorf, Hagenbrunn, Bisamberg und Langenzersdorf.
Weil der durch Rückersdorf fließende Donaugraben oft über die Ufer trat und erheblichen Schaden anrichtete, wurde 1894 östlich von Rückersdorf, hinter der Hinterzeile (Mühlgasse) ein sogenanntes Entlastungsgerinne geschaffen.
Weitere Hochwässer führten zur vierten und größten Regulierung in den Jahren 1900 bis 1906. Der ganze Donaugraben, ca. 12 km Länge, wurde eingedämmt und mit dem Marchfeld-Schutzdamm verbunden. Gemeinsam mit der Regulierung des „kurrenten Gerinnes“ erfolgte auch die Korrektion der Mündungsstrecken aller Seitenbäche, unter anderem des Klein-Engersdorfer Grabens und des Bisamberger Ortsgrabens. 1908 wurde bei der Donaugrabenbrücke in Bisamberg aus Anlass des sechzigsten Regierungsjahres des Kaisers ein Gedenkstein für Vollendung der Donaugrabenregulierung errichtet.
Im Bereich von Stetten wird der Donaugraben seit 2009 von der Wiener Außenring Schnellstraße unterfahren.
Da Obergänserndorf immer wieder unter Überschwemmungen zu leiden hatte, wurde nördlich des Ortes das Rückhaltebecken „Obergänserndorf Nord“ mit einem maximalen Volumen von circa 34.000 m³ errichtet und 2015 fertiggestellt. Das Becken hat neben der Funktion als Rückhaltebecken auch eine sehr hohe ökologische Wertigkeit, da es mitten in der sonst strukturarmen landwirtschaftlich genutzten Felder für eine besonders hohe Biodiversität sorgt. Das durch den stetigen Zufluss des Donaugraben stetig mit Wasser versorgte Biotop bietet eine vielfältigen Tier- und Pflanzenwelt Zuflucht und Heimat. Die Errichtungskosten von ca. 750.000 Euro wurden vom Landwirtschaftsministerium, dem Land NÖ und von Donaugrabenwasserverband getragen.
In Kleinrötz wurde 2023 das Rückhaltebecken „im Kreuzfeld“ mit einem Volumen von ca. 10.000 m³ fertig gestellt.
Um das im Hochwassergebiet befindliche Bauland in Rückersdorf-Harmannsdorf vor Überschwemmungen zu schützen, wurde vom Donaugraben-Wasserverband zwischen 2020 und 2022 im Zuge des Baus der Umfahrung Rückersdorf-Harmannsdorf ein Rückhaltebecken mit einem maximalen Volumen von circa 196.000 m³ errichtet und am 8. November 2022 offiziell von Landesrat Ludwig Schleritzko eröffnet. Die Wassermenge des Donaugraben wird durch ein unmittelbar nach dem Zufluss des Hagelgraben positionierten Drosselbauwerk das mit einem Notüberlauf ausgestattet ist, begrenzt. Bei extremen Starkregen und der daraus entstehenden Hochwassergefahr, werden bewusst landwirtschaftliche Flächen geflutet. Der Notüberlauf beim Drosselbauwerk begrenzt die Flutungshöhe des Hochwasserrückhaltebecken. Die Finanzierung erfolgte durch den Donaugraben-Wasserverband gemeinsam mit Landes- und Bundesmitteln.
Das Rückhaltebecken Obergänserndorf Mühlweg hat ein Volumen von ca. 9.900 m³, einen Zulauf von maximal 2,9 m³/s und einen Ablauf von maximal 0,8–0,9 m³/s. Die Fertigstellung ist für 2024 geplant. Das Rückhaltebecken Obergänserndorf Herbersteingasse hat ein Volumen von ca. 6.900 m³ und wird ebenfalls 2024 fertig gestellt. Die Errichtungskosten für beide Becken belaufen sich auf ca. 1,6 Millionen Euro. Circa 80 % der Kosten werden von der Europäischen Union, den Bund und von Land Niederösterreich gefördert. Die verbleibenden 20 % werden von der Marktgemeinde Harmannsdorf getragen.
In Obergänserndorf sind zwei weitere Rückhaltebecken (Plattenweg und Hollabrunner Straße) geplant. In Rückersdorf ist ein Rückhaltebecken beim Triftweggraben an der Waldstraße geplant.

## Namensgebung
Weil der Donaugraben im ehemaligen Flussbett der Donau fließt, trägt er auch diesen Namen.
Von der Quelle bis zur Teiritzschwelle wurde er aber auch Loipbach oder Loipbach-Waldbach benannt. Erst die nicht mehr vorhandene, alte Schleife in der Tresdorfer Ebene um den Westrand des Teiritzberges herum bis zur Donau wurde immer schon Donaugraben benannt.